# 마리안

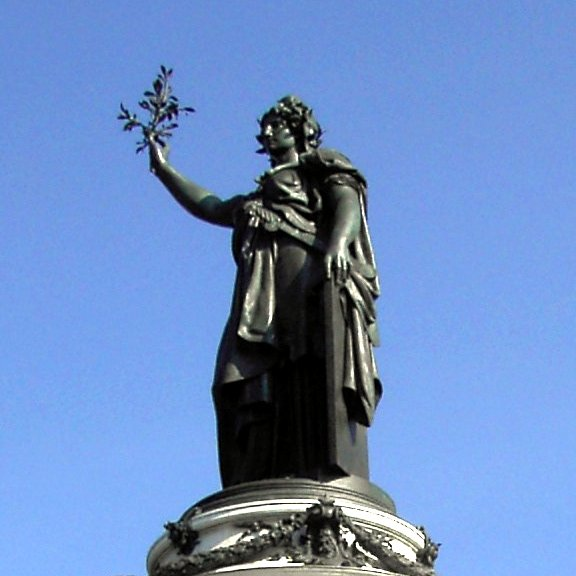
파리 레퓌블리크 광장에 위치한 공화국의 여신상 (레오폴드 모리스 작, 1883년)

마리안(프랑스어: Marianne)은 프랑스를 의인화한 여자로 "자유, 평등, 박애"라는 말로 상징되는 프랑스의 가치를 나타낸다. (이 점은 또 다른 프랑스의 상징인 "프랑스 수탉"이 프랑스 민족과 그 역사, 토지, 문화를 상징하는 것과 대비된다.) 마리안상은 관공서나 법원 등을 비롯해 프랑스의 도처에서 볼 수 있다. 마리안은 파리의 나시옹 광장에 있는 "공화국의 승리"라는 동상을 상징하기도 한다. 마리안은 프랑스의 유로 주화와 우표에 그려져 있으며, 프랑스 프랑화에 그려지기도 했다. 마리안의 기원은 확실하지 않지만, 그녀는 프랑스를 의인화한 인물로 받아들여지고 있다. 하지만 마리안이나 수탉 모두 공식적인 국가 상징의 지위를 갖고 있지 않으며, 프랑스 헌법 2조에 서술된 프랑스의 국기만이 프랑스의 유일한 국가 상징이다.

## 같이 보기
- 프랑스의 국장